# Eulophus carbo
Eulophus carbo är en stekelart som beskrevs av Walker 1839. Eulophus carbo ingår i släktet Eulophus och familjen finglanssteklar. Inga underarter finns listade i Catalogue of Life.